# Pricilla Nanyang
Pricilla Nanyang (Priscila Nyanyang ou Priscilla Nyayang Joseph Kuch) est une femme politique sud-soudanaise. Elle a été vice-ministre du genre, de l'enfance et du bien-être social ainsi que ministre sans portefeuille.

## Éducation
Nanyang a obtenu une licence en médecine et chirurgie en 1978 à l'Université de Khartoum. Elle a obtenu sa maîtrise en médecine communautaire en 1987, également à l'Université de Khartoum.

## Carrière
Entre 2005 et 2010, elle a été membre du Mouvement populaire de libération du Soudan (SPLM) à l'Assemblée nationale et présidente du Comité des droits de l'homme au Parlement national. En 2007, Nanyang a participé à un groupe de travail du SPLM pour tenter de faciliter les pourparlers de paix au Darfour. Nanyang a été l'une des sept femmes nommées au cabinet sud-soudanais en juin 2010. Elle a été nommée ministre sans portefeuille au sein du Cabinet du Soudan du Sud le 10 juillet 2011. En tant que ministre sans portefeuille, Nanyang a dirigé un projet de recherche de huit semaines, intitulé « Évaluation complète du gouvernement du Soudan du Sud », afin d'étudier les performances du gouvernement sud-soudanais depuis sa formation en 2005. Elle est également l'ancienne vice-ministre du genre, de l'enfance et du bien-être social. En 2014, elle a coordonné une réunion de femmes militantes pour la paix à Djouba « pour faire avancer la cause de la paix, de la guérison et de la réconciliation ». En tant que vice-ministre, elle s'est rendue à New York en 2013 pour la 57e session de la Commission de la condition de la femme et, pendant son séjour à New York, elle a rencontré le Programme sur la consolidation de la paix et les droits de l'Institut pour l'étude des droits de l'homme de l'Université Columbia En 2015, Nanyang détenait également le titre de présidente du Réseau des femmes sud-soudanaises pour la paix.